# Christine Grabe (Politikerin)

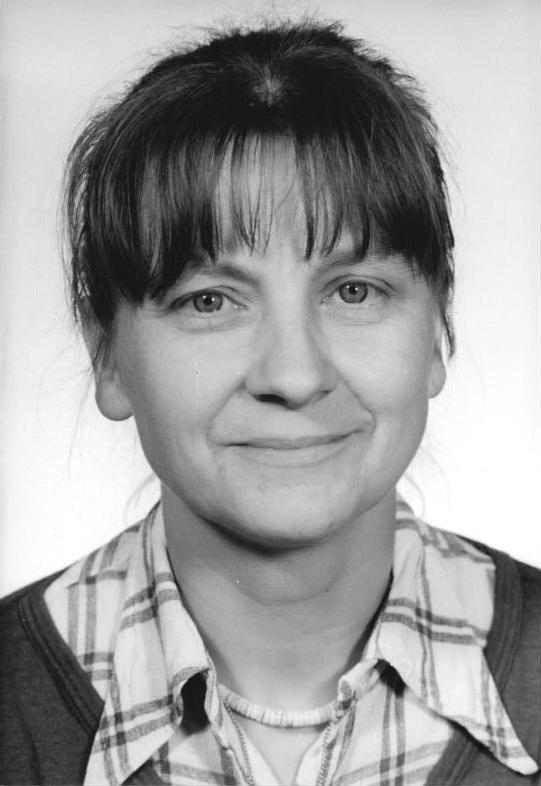
Christine Grabe (1990)

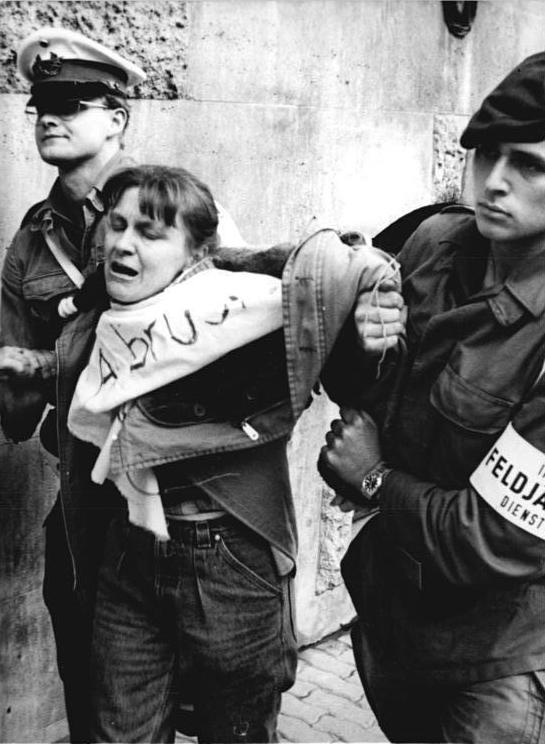
Grabe wird 1990 bei Protesten gegen das erste öffentliche Feierliche Gelöbnis von Bundeswehrsoldaten in den neuen Bundesländern abgeführt

Christine Grabe (* 29. Juni 1948 in Ketschendorf; † 16. Dezember 2016 in Eisenach) war eine deutsche Politikerin (Bündnis 90/Die Grünen) und war von 1990 bis 1994 mit kurzer Unterbrechung Fraktionsvorsitzende ihrer Partei im Thüringer Landtag.

## Leben
Christine Westphal wurde 1948 im brandenburgischen Ketschendorf als Tochter eines Hufbeschlagmeisters geboren. Nach dem Besuch einer Polytechnischen Oberschule in Fürstenwalde absolvierte sie von 1965 bis 1968 eine Lehre zur Krankenpflegerin in Neustadt an der Orla und Saalfeld. Ab 1970 war sie zunächst als Hausmutter im Altersheim auf dem Mechterstädter Bodelschwingh-Hof und später einem Erholungsheim in Schnepfenthal tätig. 1978 übernahm sie eine Stelle als Leiterin eines Altersheimes in Schnepfenthal, die sie bis 1980 ausführte. Anschließend war sie nach einer Weiterbildung zur Masseurin bis 1982 in diesem Beruf im Friedrichrodaer Kneipp-Sanatorium tätig. Danach wechselte sie an das Kreiskrankenhaus Eisenach, wo sie bis zur politischen Wende als Telefonistin arbeitete.
Ab 1985 engagierte sie sich in Eisenach in der kleinen oppositionellen Gruppe Frauen für den Frieden. Dieses Engagement mündete während der politischen Wende in der DDR in der Mitarbeit von Grabe im Eisenacher Bürgerkomitee und schlussendlich in den Eintritt in die Grüne Partei in der DDR, für die sie zu den Volkskammerwahlen am 18. März 1990 als Spitzenkandidatin im Wahlbezirk Erfurt antrat. Grabe konnte eines von 7 Mandaten erringen und vertrat von März bis Oktober 1990 die Grüne Partei in der DDR als Abgeordnete der frei gewählten Volkskammer. Nach der Episode in der Volkskammer ging Grabe in die Thüringer Landespolitik und kandidierte für das Wahlbündnis Neues Forum/Grüne/Demokratie Jetzt (später Bündnis 90/Die Grünen Thüringen) auf Listenplatz vier zu den Thüringer Landtagswahlen 1990. Da die Bürgerrechtler etwas überraschend mit 6,5 % der Wählerstimmen sechs Abgeordnetenmandate holten, zog sie in den 1. Thüringer Landtag ein. Die Fraktion wählte sie zu ihrer Vorsitzenden. Dieses Amt übte Grabe mit einer kurzen Unterbrechung bis zum Ende der Legislaturperiode 1994 aus. Als Abgeordnete war sie im Gleichstellungs-Ausschuss und im Ausschuss für Soziales und Gesundheit des Thüringer Landtags tätig. Grabes Wirken als Fraktionsvorsitzende wurde von Zerwürfnissen innerhalb der Fraktion begleitet, welche im Ausschluss von zwei Fraktionsmitgliedern mündeten.
Nachdem ihre Fraktion bei der Landtagswahl 1994 den Wiedereinzug in den Landtag aufgrund der Fünf-Prozent-Hürde verfehlt hatte, schied sie aus der Politik und 1996 auch aus ihrer Partei aus. Grabe arbeitete anschließend von Mai 1995 bis April 2012 als Rezeptionistin im Wartburg-Klinikum Eisenach, wo sie bis zu ihrem Tod auch lebte. Sie verstarb am 16. Dezember 2016 nach einer zwei Jahre währenden schweren Krankheit im Alter von 68 Jahren.